# 뉴잉글랜드

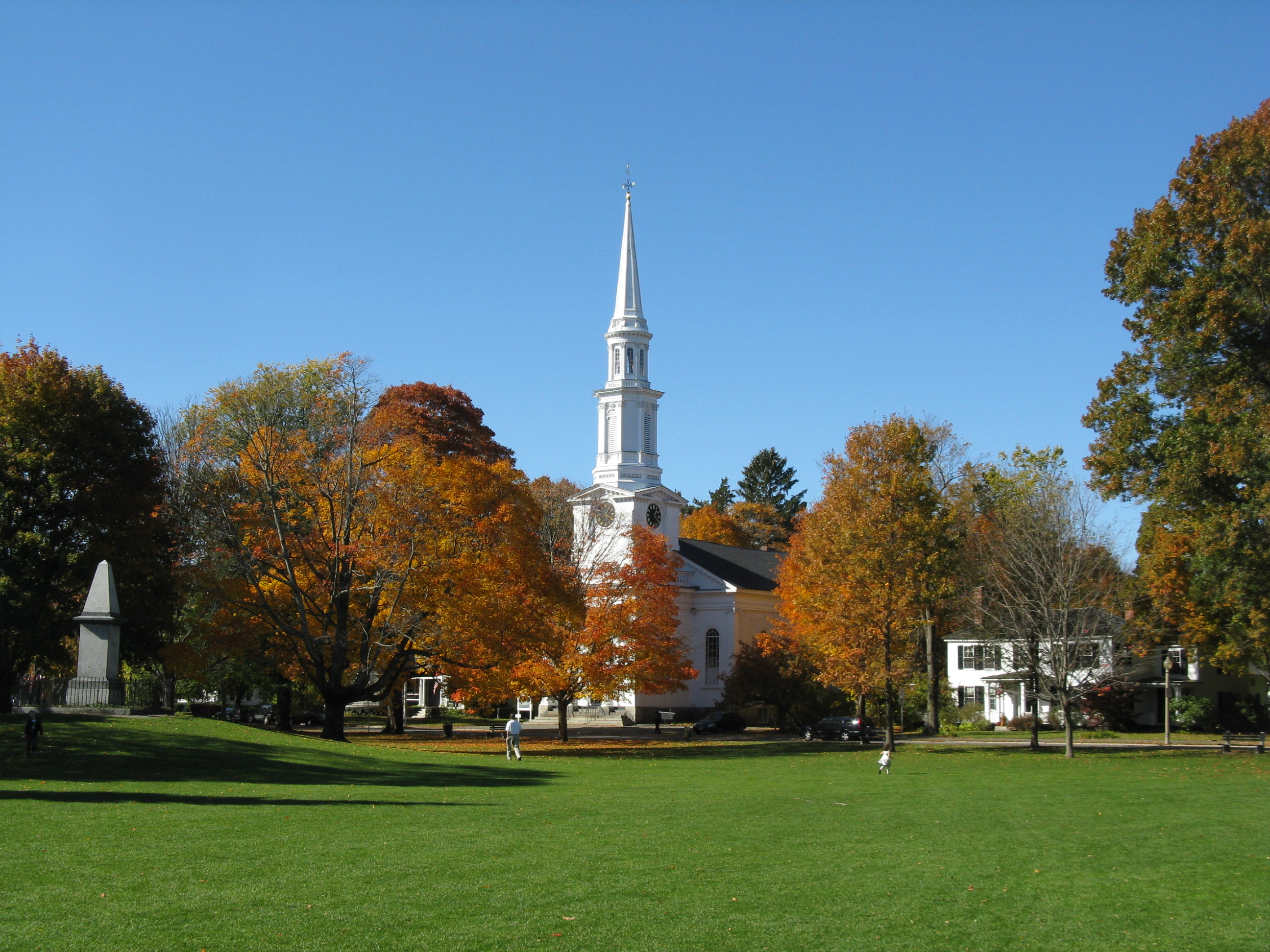

뉴잉글랜드의 기 (비공식)

뉴잉글랜드(New England)는 미국 북동부의 대서양 연안에 있는 구릉성(丘陵性) 산지와 해안 지방에 있는 매사추세츠주, 코네티컷주, 로드아일랜드주, 버몬트주, 메인주, 뉴햄프셔주의 6개 주로 이루어진 지역이다. 서쪽으로 뉴욕주, 북쪽으로 캐나다의 퀘벡주와 맞대어 있고 동쪽과 남쪽은 대서양이다. 남서쪽으로 롱아일랜드 해협이 있다. 뉴잉글랜드 지역의 가장 큰 대도시는 매사추세츠주의 주도인 보스턴으로 인근 지역을 묶어 형성된 대도시권인 보스턴 대도시권은 가장 인구가 밀집된 지역으로 뉴잉글랜드에서 두번째로 인구가 많은 우스터, 뉴햄프셔주의 최대 도시인 맨체스터, 로드아일랜드의 주도인 프로비던스등이 포괄되어 있다.
1620년 분리주의 성향의 청교도들이 플리머스 식민지에 정착하였다. 이 식민지는 영국이 북아메리카에 세운 정착지들 가운데 1607년에 세운 제임스타운에 이어 성공적으로 안착한 두번째 정착지였다. 10년 뒤 더 많은 청교도들이 플리머스 식민지 북쪽의 매사추세츠만 식민지로 이주해 왔다. 1754년부터 7년간 이어진 프렌치 인디언 전쟁에서 이들은 이로쿼이 연맹과 동맹을 맺고 프랑스군을 패퇴시켰다.
뉴잉글랜드 초기 이주민들은 매우 엄격한 청교도였고 영국에서 살던 방식을 고수하고자 하였다. 이들은 심지어 마녀 재판 마저 신대륙에 가져왔는데, 1692년의 세일럼 마녀재판은 초기 식민지의 대중적 히스테리를 보여준 어두운 역사를 대표하는 사례로 남아있다.
18세기에 들어 뉴잉글랜드의 정치 지도자들은 영국 의회가 식민지 대표의 입회를 거부하자 대표 없이 과세 없다고 주장하며 영국에 맞서기 시작하였다. 조세 저항 운동이었던 보스턴 차 사건 이후 영국이 자치 요구를 묵살하고 인지세법과 같은 법률로 세금을 강화하자 뉴잉글랜드는 이와 같은 "참을 수 없는 법"에 맞서게 되어 참정권의 요구는 독립 요구로 발전하였다. 1775년 시작된 미국 독립전쟁의 결과 뉴잉글랜드를 포함한 13개 식민지가 새로운 공화국을 선포하여 미국이 세워지게 되었다. 이 무렵 뉴잉랜드의 블랙스톤 밸리와 메리맥 밸리를 중심으로 산업혁명이 일어났다.
뉴잉글랜드의 지형은 남서쪽에 좁게 형성된 대서양 해안평야와 북부와 서부의 애팔래치아산맥으로 이어지는 구릉지인 피드몬트 대지로 크게 나눌 수 있다. 급격한 경사를 이루며 고도가 낮아지는 폴 라인이 구릉지와 해안 평야의 자연스러운 경계가 되고, 뉴잉글랜드의 여러 도시는 폴 라인의 낙차를 이용한 수력발전으로 전기를 생산하고 있다.
뉴잉글랜드의 각 주들은 다시 타운으로 불리는 자치체로 나뉜다. 북부의 버몬트, 메인, 뉴햄프셔에 속한 인구 밀도가 낮은 지역은 여러 타운을 묶은 통합 자치체를 운영하고 있다. 미국의 인구 통계 조사는 미국을 9개의 구역으로 구분하는데 뉴잉글랜드 지역 전체를 묶어 1구역에 배정되어 있다.
뉴잉글랜드는 청교도에 기반한 문화적 정체성이 매우 강한 지역으로 종종 미국 사회의 자유주의 성향과 갈등을 빚는다. 또한 넓게 산재한 농촌 문화는 다른 산업들과 충돌하기도 한다. 보수적인 성향으로 신규 이민의 유입을 달가워하지 않는다.
뉴욕 주와 뉴저지 주는 본래 뉴잉글랜드에 속하지 않지만 문화적으로는 뉴잉글랜드에 포함시키기도 한다.

## 역사
뉴잉글랜드는 1776년 7월 4일, 영국 왕실로부터 독립을 선언하고 나서 미국의 핵심 지역이 되었다. 독립전쟁을 일으킨 시발점인 이 지역은 주민의 교육 수준과 사회 경제적 지위가 매우 높아 미국의 고급문화를 주도하는 지역이다. 명문 사립 기숙학교들이 많고 상류층만이 즐길 수 있는 고급문화들이 다른 지역들에 비해 많다.
초기에 이 지방은 자유를 찾아 영국에서 이주해 온 이민자들이 많았던 곳으로, 충실한 청교도의 이주자가 많았고, 이들이 개척한 농업식민지였다. 자연 조건이 혹독하며, 당초는 독립한 자작농민에 의한 농·어업, 조선업, 무역업에 의존하였으나 그 후 수력을 이용하여 섬유공업이나 금속공업이 발전하고, 지금은 도시인구가 80%를 넘는다. 이들 중산계급은 독립심과 재능은 훌륭한 문화와 각종 산업을 발달시켜 문화적 수준이 높고, 미국 구민의 자질이라고 하는 개척자 정신·종교심·기업정신 등은 뉴잉글랜드의 주민에 의해서 대표되는데, 동시에 보수성도 강하고 전통·제도·사고 방식 등에서 다른 지방과 다르다.
뉴잉글랜드는 일찍부터 자주적 연합을 형성했다. 매사추세츠 식민지에서는 일종의 종교정치가 행해지고, 코네티컷과 로드아일랜드에는 국왕의 총독이 존재하지 않았다. 정치적으로도 참여도가 높은 이 지역은 롱펠로, 소로, 존 피츠제럴드, 케네디 대통령등의 출생지이기도 하며 유명한 정치인과 지도자들을 많이 배출하는 곳이다. 미국 문호의 발상지이기도 하다. 본국의 지배를 거의 받지 않고, 다른 지방과의 접촉도 그다지 없어 교육 제도·조합 교회제(組合敎會制)·타운 미팅제(制) 등 독특한 뉴잉글랜드의 전통을 낳았다.
이 지역에는 버지니아주에 있는 복원 도시 윌리엄스버그나 '자유의 종'이 있는 필라델피아의 독립 기념관 등, 식민지 시대를 회상시키는 역사적 건축 양식이 있는 오래된 도시들이 있다.

## 구성
뉴잉글랜드는 다음 6주를 포함한다.
- 코네티컷주
- 뉴햄프셔주
- 버몬트주
- 매사추세츠주
- 메인주
- 로드아일랜드주

## 주요 도시
굵은 글씨는 해당 주의 주도이다.

### 코네티컷주
- 하트퍼드
- 워터 베리
- 스탬퍼드
- 뉴 헤이븐
- 브리지 포트

### 뉴햄프셔주
- 콩코드
- 내슈아
- 포츠머스
- 맨체스터

### 버몬트주
- 몬트필리어
- 벌링턴

### 매사추세츠주
- 보스턴
- 우스터
- 케임브리지
- 스프링필드
- 로웰

### 메인주
- 오거스타
- 뱅고어
- 포틀랜드

### 로드아일랜드주
- 프로비던스
- 뉴 포트

## 주변
- 노바스코샤(뉴스코틀랜드)
- 뉴펀들랜드
- 뉴브런즈윅
- 퀘벡 주(퀘벡 시 포함)
- 온타리오(오타와 포함)
- 뉴욕 주(뉴욕 시 포함)
- 펜실베이니아
- 뉴저지

## 같이 보기
- 브라더 조너선
- 그리니치
- 해상풍력발전

## 참고 문헌
- 이현송-미국 문화의 기초[모호한 표현]